# 苏耀亮
苏耀亮（1909年—1994年），男，陕西清涧人，中华人民共和国政治人物，曾任青海省人民检察院检察长，青海省政协副主席。